# 블래스터 마스터 제로
《블래스터 마스터 제로》(Blaster Master Zero)는 인티 크리에이츠가 제작한 2017년 액션 어드벤처 플랫폼 게임이다. 선소프트사의 《블래스터 마스터》 시리즈의 리부트 작품으로, 2017년 3월 닌텐도 3DS와 닌텐도 스위치로 전세계에 출시됐다.
전체적인 이야기는 패밀리 컴퓨터로 발매된 1988년작 《블래스터 마스터》의 북미판 줄거리에 기반한다. 변종생물로 가득한 미래의 지하세계가 무대로, 주인공 제이슨 프로드닉과 장갑차 소피아(SOPHIA)를 조작해 여러 구역을 탐험하며 게임을 진행하게 된다.
2019년 6월 마이크로소프트 윈도우로, 2020년 6월 플레이스테이션 4로, 2021년 7월에 엑스박스 원 및 엑스박스 시리즈 X/S로 이식됐다. 이후 이 게임의 직속 후속작 《블래스터 마스터 제로 2 (2019)》와 《블래스터 마스터 제로 3 (2021)》 두 편이 제작돼 출시됐다.

## 개발
게임 출시 두 달 후 난이도를 높인 '디스트로이어 모드'가 패치를 통해 배포됐으며, 2017년 10월에 보스 러시 모드가 추가됐다. 그 외에 인티 크리에이츠가 개발한 작품 《푸른 뇌정 건볼트》의 건볼트와 《걸 건》의 에코로, 타사 작품의 삽질 기사와 샨테가 각각 플레이어 캐릭터로 추가됐다.

## 출시
《블래스터 마스터 제로》는 닌텐도 3DS와 닌텐도 스위치로 디지털 다운로드 전용 게임으로서 일본에 2017년 3월 3일, 북미 및 유럽 지역에 2017년 3월 9일에 최초로 출시됐다. 그 후 2019년 6월 마이크로소프트 윈도우로, 2020년 6월 플레이스테이션 4로 이식판이 출시됐다. 2021년 7월에는 엑스박스 원 및 엑스박스 시리즈 X/S 이식판이 발매됐다.